# Arteria iliaca interna
De arteria iliaca interna komt bij mensen aan elke kant van het lichaam voor als de zwakkere van de twee takken van de arteria iliaca communis als een indirecte voortzetting van de aorta. Bij huisdieren komt zij rechtstreeks uit de aorta. Zij voorziet de organen van het bekken, maar ook de lichaamswand van bloed.
De arteria iliaca interna loopt aanvankelijk verder caudaal naar de achterste bovenrand van de gespierde bekkenbodem met zowel naar buiten als naar binnen aftakkingen.
Bij mensen geeft het de volgende vertakkingen naar de darmen (“viscerale takken”):
- Arteria umbilicalis (navelstrengslagader na de geboorte - chorda arteriae umbilicalis)
  - Arteria vesicalis superior bovenste blaasslagader
- Arteria uterina (slagader naar de baarmoeder)
- Arteria vesicalis inferior (onderste blaasslagader)
- Arteria rectalis media (middelste rectale slagader)
- Arteria pudenda interna (slagader voor de uitwendige genitaliën en het zwellichaam)

Bovendien komen de volgende vertakkingen voort uit de arteria iliaca interna naar de buikwand en de musculoskeletale structuren van het bekken (“pariëtale takken”):
- Arteria iliolumbalis (iliolumbale slagader)
- Arteria sacralis lateralis (laterale sacrale slagader, vertakt zich naar het heiligbeen)
- Arteria obturatoria (vertakt zich naar de adductoren en naar de dorsale heupspieren)
- Arteria glutaea superior (vertakt zich naar de bilspieren)
- Arteria glutaea inferior (vertakt zich naar de bilspieren)

De nodi lymphoidei iliaci interni die verantwoordelijk zijn voor de billen en bekkenorganen bevinden zich op de arteria iliaca interna.